# Partia Liberalna (radosławiści)
Partia Liberalna (radosławiści) (bułg. Либерална партия (радослависти)) – bułgarska partia polityczna założona ok. 1886 przez grupę zwolenników Wasiła Radosławowa wywodzących się z Partii Liberalnej, a także przez działaczy dawnej Partii Liberalnej działającej w Rumelii Wschodniej. Początkowo ugrupowanie nosiło nazwę Klub Liberalny (bułg. Либерален клуб), którą w 1895 zmieniono na Partia Liberalna, przy czym w celu łatwiejszego rozróżnienia między jednoimiennymi partiami dodawano do niej człon radosławiści (bułg. радослависти) albo radosławistka (bułg. радославистка), wywodzący się od nazwiska lidera formacji. Radosławiści reprezentowali interesy burżuazji i opowiadali się za orientacją prozachodnią kraju, czego przejawem było m.in. przyłączenie przez nich Carstwa Bułgarii w 1915 do państw centralnych. Sformowali jeden samodzielny gabinet rządowy (1899–1901) oraz sześć koalicyjnych (1886–1887, 1894, 1899, 1913–1918). W 1920 połączyli się z Partią Młodo-Liberalną i Partią Narodowo-Liberalną tworząc Partię Nacjonalno-Liberalną.

## Historia Partii Liberalnej
W 1879 na scenie politycznej nowo utworzonego Księstwa Bułgarii pojawiły się dwie partie polityczne: Partia Konserwatywna i Partia Liberalna. W następnych latach ta ostatnia przeżyła trzy rozłamy, w wyniku których powstały nowe ugrupowania. Najpierw w 1883 odłączyła się grupa zwolenników premiera Dragana Cankowa, która podjęła współpracę z konserwatystami i zaaprobowała, wbrew woli pozostałych liberałów, zmiany w Konstytucji Tyrnowskiej zwiększające uprawnienia księcia Aleksandra I. Frakcja Cankowa przyjęła później nazwę Partia Postępowo-Liberalna. Po abdykacji monarchy spowodowanej zamachem stanu w 1886 i związanym z nią zawirowaniu politycznym, ze starej Partii Liberalnej wystąpiło otoczenie Stefana Stambołowa, które sformowało Partię Narodowo-Liberalną, a także zwolennicy Wasiła Radosławowa, którzy powołali do życia ugrupowanie o nazwie Klub Liberalny. Do tego ostatniego przyłączyła się znaczna część działaczy Partii Liberalnej działającej do ok. 1885 w Rumelii Wschodniej. W starej bułgarskiej Partii Liberalnej pozostali sprzymierzeńcy Petka Karawełowa.
Już w 1886 lider radosławistów otrzymał misję utworzenia nowego rządu Księstwa Bułgarii. Jego koalicyjny gabinet przetrwał jednak tylko 11 miesięcy, od sierpnia 1886 do lipca 1887. Wkrótce po wyborze Ferdynanda I na nowego księcia, we wrześniu 1887 urząd premiera przypadł Stafanowi Stambołowowi. Gabinet Stambołowa sprawował rządy "twardej ręki", represjonując opozycję polityczną, zwłaszcza tę o charakterze prorosyjskim. Pod wpływem prześladowań liberałowie skupieni wokół Karawełowa oraz Cankowa zaprzestali działalności lub poważnie ją ograniczyli. Represje nie dotknęły jedynie Klubu Liberalnego Radosławowa, reprezentującego orientację prozachodnią, który tym samym stał się jedyną legalną partią, opozycyjną wobec reżimu Stambołowa. Ważną rolę w tym okresie odegrał organ prasowy radosławistów, gazeta Народни права (w tłum. Prawa Narodowe).
Po upadku gabinetu Stambołowa w 1894 radosławiści objęli trzy stanowiska ministerialne w gabinecie Konstantina Stoiłowa. Rok później, w 1895 odbył się kongres członków Klubu Liberalnego, który odtąd przyjął nazwę Partia Liberalna. Podczas zjazdu uchwalono nowy program polityczny ugrupowania. Ponieważ znaczną rolę w nim odgrywali niżsi i średni urzędnicy, wysunięte postulaty dotyczyły głównie ich interesów i objęły żądanie zwiększenia uprawnień samorządów, obniżenia podatków, zapewnienia bezpłatnego szkolnictwa i służby zdrowia, racjonalnej polityki gospodarczej i protekcjonizmu wobec produkcji spółdzielczej. Program radosławistów, chociaż zawierał elementy demagogii, został dobrze przyjęty przez społeczeństwo, dzięki czemu na początku 1899 Partia Liberalna mogła utworzyć koalicyjny gabinet z Partią Narodowo-Liberalną, na czele którego stanął Dimityr Grekow. Pod koniec 1899 Grekowa zastąpił Todor Iwanczow i radosławiści po raz pierwszy i, jak się później okazało, jedyny w historii sformowali w pełni samodzielny rząd. Gabinety Grekowa i Iwanczowa podjęły próbę poprawy stosunków z Rosją, czego przejawem była decyzja o budowie w Sofii pomnika Cara Wyzwoliciela, jak w Bułgarii nazywano Aleksandra II Romanowa. W odróżnieniu od polityki zagranicznej, polityka wewnętrzna sprawowana przez liberałów okazała się katastrofalna w skutkach. W kraju doszło do dwóch wielkich afer gospodarczych, zaś decyzja rządu o wprowadzeniu państwowej dziesięciny wywołała gwałtowny sprzeciw i bunty chłopów, krwawo stłumione przez władzę. W rezultacie po 1901 radosławiści na ponad 12 lat utracili wpływ na politykę kraju, zaś lider partii wraz z kilkoma innymi ministrami trafili na kilka miesięcy do więzienia.
Dopiero w lipcu 1913 Partia Liberalna ponownie utworzyła rząd koalicyjny (z Partią Narodowo-Liberalną i Partią Młodo-Liberalną), na czele którego stanął jej szef, Wasił Radosławow. Carstwo Bułgarii prowadziło wówczas II wojnę bałkańską, która wkrótce zakończyła się jego klęską. Na radosławistów spadł trudny obowiązek negocjacji pokojowych, w efekcie których kraj ocalił niepodległość, ale za cenę strat terytorialnych. Dodatkowo do Bułgarii przybyło 250 tys. uciekinierów z ziem utraconych, co jeszcze pogorszyło sytuację gospodarczą państwa. Jednocześnie w społeczeństwie bułgarskim pojawiły się dążenia rewanżystyczne. Pod ich wpływem jeszcze przed wybuchem I wojny światowej rząd Radosławowa obrał kurs ku współpracy z Austro-Węgrami, Niemcami i Turcją oraz zaciągnął pożyczkę w wysokości 500 mln lewów od banku Disconto-Gesellschaft na potrzeby armii. Warunki spłaty długu okazały się jednak wyjątkowo niekorzystne dla Bułgarii, co spowodowało posądzenie premiera o korupcję. 
Wkrótce po wybuchu wojny gabinet Radosławowa, mając na uwadze wyniszczenie kraju po poprzednim konflikcie, ogłosił neutralność, jednocześnie jednak wyczekiwał na dogodny moment do zmiany pozycji. Sprzyjające okoliczności wystąpiły w połowie 1915, w związku z czym 6 września Carstwo Bułgarii oficjalnie dołączyło do państw centralnych, zaś w październiku wypowiedziało wojnę Serbii. Rok później, we wrześniu 1916 Bułgarzy zadeklarowali wojnę również Rumunii i podjęli działania na dwóch frontach. Mimo iż początkowo odnosili sukcesy militarne, to siły Ententy stopniowo zaczęły zdobywać przewagę. W tym samym czasie w kraju drastycznie spadła produkcja żywności. Niedożywieni żołnierze buntowali się, co jeszcze pogarszało sytuację armii bułgarskiej na froncie. W tych okolicznościach w czerwcu 1918 koalicyjny rząd liberałów upadł i władza przeszła w ręce demokratów. Niedługo po ogłoszeniu ciężkich warunków rozejmu w Salonikach i abdykacji cara Ferdynanda I, 5 października 1918 lider radosławistów uciekł za granicę. Pozbawiona kierownictwa i całkowicie skompromitowana na scenie politycznej kraju Partia Liberalna rozpadła się. Jej resztki 31 października 1920 połączyły się z byłymi koalicyjnymi partnerami radosławistów, Partią Młodo-Liberalną i Partią Narodowo-Liberalną, tworząc Partię Nacjonalno-Liberalną. Ta ostatnia istniała do 1934, ale nie miała większego wpływu na politykę Carstwa Bułgarii.

## Wybitni działacze Partii Liberalnej
- Todor Iwanczow – premier i minister
- Petyr Peszew – publicysta, minister
- Wasił Radosławow – premier i minister
- Dimityr Tonczew – minister
- Dimityr Waczow – Przewodniczący Zgromadzenia Narodowego, minister

## Organy prasowe Partii Liberalnej
- Народни права (w tłum. Prawa Narodowe; od 1888)